# Liste der Bodendenkmäler in Rimbach (Niederbayern)
Auf dieser Seite sind die Bodendenkmäler in der niederbayerischen Gemeinde Rimbach zusammengestellt. Diese Tabelle ist eine Teilliste der Liste der Bodendenkmäler in Bayern. Grundlage ist die Bayerische Denkmalliste, die auf Basis des Bayerischen Denkmalschutzgesetzes vom 1. Oktober 1973 erstmals erstellt wurde und seither durch das Bayerische Landesamt für Denkmalpflege geführt wird. Die folgenden Angaben ersetzen nicht die rechtsverbindliche Auskunft der Denkmalschutzbehörde.

## Bodendenkmäler der Gemeinde Rimbach

### Bodendenkmäler in der Gemarkung Rimbach
| Lage               | Objekt | Akten-Nr.     | Bild |
| ------------------ | --- | ------------- | ---- |
| Rimbach (Standort) | Untertägige mittelalterliche und frühneuzeitliche Befunde und Funde im Bereich der Katholischen Filialkirche St. Laurentius bei Rimbach sowie vermutlich abgegangenes Kloster der Karolingerzeit. Siehe auch: St. Laurentius (Rimbach) | D-2-7541-0091 |      |
| Rimbach (Standort) | Burgstall des hohen und späten Mittelalters (Schloßberg). | D-2-7542-0024 |      |
| Rimbach (Standort) | Untertägige mittelalterliche und frühneuzeitliche Befunde und Funde im Bereich der Katholischen Filialkirche St. Margaretha in Rattenbach und ihres Vorgängerbaus. Siehe auch: St. Margaretha (Rattenbach)                             | D-2-7542-0045 |      |
| Rimbach (Standort) | Untertägige mittelalterliche und frühneuzeitliche Befunde und Funde im Bereich der Katholischen Filialkirche St. Johannes der Täufer von Unterrohrbach. Siehe auch: St. Johannes der Täufer (Unterrohrbach)                            | D-2-7542-0063 |      |
| Rimbach (Standort) | Untertägige mittelalterliche und frühneuzeitliche Befunde und Funde im Bereich der Katholischen Filialkirche Mariä Opferung in Dietring. Siehe auch: Mariä Opferung (Dietring)                                                         | D-2-7542-0108 |      |
| Rimbach (Standort) | Viereckschanze der späten Latènezeit. | D-2-7542-0113 |      |

### Bodendenkmäler in der Gemarkung Sallach
| Lage               | Objekt | Akten-Nr.     | Bild |
| ------------------ | --- | ------------- | ---- |
| Sallach (Standort) | Burgstall des späten Mittelalters und der frühen Neuzeit sowie untertägige mittelalterliche und frühneuzeitliche Befunde und Funde im Bereich der Katholischen Filialkirche St. Ulrich in Sallach. Siehe auch: St. Ulrich (Sallach) | D-2-7541-0026 |      |